# Доренський Сергій Леонідович
Сергій Леонідович Доре́нський (3 грудня 1931, Москва, СССР — 26 лютого 2020) — радянський російський піаніст, професор Московської консерваторії. Народний артист РСФСР (1988).

## Біографія
В 1940—1950 рр. вчився в Центральній музичній школі у Г. Р. Гінзбурга, в 1955 г. 
з відзнакою закінчив його ж клас в Московській консерваторії, у 1957 р. — аспірантуру. Лауреат V Всесвітнього фестивалю молоді і студентів у Варшаві (1955, I премія і золота медаль), Міжнародного конкурсу піаністів в Ріо-де-Жанейро (1957, II премія).
З 1957 р. почав педагогічну діяльність у Московській консерваторії, з 1979 р. професор. У 1978 р. був обраний деканом фортепіанного факультету і з тих пір працював на цій посаді майже 20 років, поєднуючи її з завідуванням кафедрою спеціального фортепіано (1994—1997). У 2007 р. знову очолив кафедру спеціального фортепіано. Серед учнів Доренського — лауреати багатьох міжнародних конкурсів: Николай Луганский, Денис Мацуєв, Павло Нерсесьян, Олександр Штаркман, Ольга Керн, Федір та інші.
Нагороджений орденом Дружби (1997), орденом «За заслуги перед Отечеством» IV ступеня (2007) і III ступеня (2011). 
Заслужений діяч культури ПНР. Почесний професор Уфімської державної академії мистецтв (2003). Дійсний член (академік) Російської академії творчості.

### Дискографія

#### Сольні альбоми
- 1974 — «Ф. Шопен: Мазурки (Сергей Доренский, фортепиано)» («Мелодия» С10 05399-400)
- 1982 — «Рапсодия в стиле джаз» («Мелодия» MEL LP 0025)